# Papirusz (folyóirat, 2006-)
A Papirusz magyar teológiai és egyetemi folyóirat, a Selye János Egyetem Református Teológiai Karának lapja. Székhely: Komárom (Szlovákia). Indulás: 2006. ISSN 1336-5290

## A folyóirat célja
A Papirusz teológiai és egyetemi folyóirat elsődleges célja a Selye János Egyetemen tanuló diákság magyar nyelvű tudományos munkájának elősegítése.

## Jelenlegi szerkesztősége
- Főszerkesztő: dr.*Fazekas István
- Szakmai lektor: Prof. Dr.Karasszon István, PhD.
- Felelős kiadó: a Selye János Egyetem Református Teológia Karának dékánja

- Szerkesztők:

- Mudi Katalin
- Szabó Hildegarda
- Tóth Krisztián
- Vadkerti Bálint